# Ferrer Comunicación
Ferrer Comunicación, también conocida como Publicidad Ferrer o Grupo Ferrer, es una agencia mexicana de publicidad, comunicación y marketing. Toma el nombre de su fundador, Eulalio Ferrer, quien, en el año 1960, decidió empezar un negocio propio en la Ciudad de México. Actualmente, Ferrer Comunicación está dirigida por Juan Cristóbal Ferrer, hijo del fundador de la agencia.

## Historia
Hoy en día, Ferrer Comunicación es una de las agencias más antiguas de origen mexicano. Además, es considerada pionera en la comunicación en México, puesto que en la década de los 60 aún era un negocio poco común, esperando a ser aprovechado.
La agencia de Eulalio Ferrer logró ser de las primeras en comercializar programas en televisión y radio nacional; algunos de los espacios que gestionó fueron Noches tapatías, El programa de Agustín Lara, Melodías de siempre, Su programa Nescafé, Estudiantinas que estudian, Programas clásicos de lujo, Butaca, Los grandes triunfadores, Variedades Vergel, Suizalegrías, Duelo de pianos, Guitarras, Cuerdas y guitarras, Gira musical, Evocaciones de Salvador Novo, Diálogo con las estrellas y Rincón bohemio, entre otros.
A lo largo de los años ha colaborado con diversas marcas, como Nescafé, Leche Nido, Tequila Sauza, Sabritas, Gigante, Desenfriol, Renault, PepsiCo, Chili's, Toyota o Apple.

## Internacionalización
En el año 2001, el Grupo Ferrer se consolidó en el mercado internacional y abrió las puertas de una segunda oficina en la ciudad de Los Ángeles creada para facilitar la comunicación con  Estados Unidos y consumidores hispanoamericanos.